# Next Generation ATP Finals 2017
Pour un article plus général, voir Next Generation ATP Finals.
Les Next Generation ATP Finals 2017 sont la première édition des Next Generation ATP Finals, un tournoi expérimental de tennis organisé par l'ATP à partir de 2017. Réunissant huit espoirs du tennis mondial de moins de 21 ans, ce tournoi a été créé afin d'expérimenter de nouvelles règles de jeu. Il se tient à Milan et ne rapporte aucun point ATP.

## Primes
| Tour                             | Prime                           |
| -------------------------------- | ------------------------------- |
| Cumul pour le vainqueur invaincu | 390 000 $ (+ 25 000 $ en bonus) |
| Pour la victoire en finale       | 225 000 $                       |
| Pour la victoire en demi-finale  | 125 000 $                       |
| Pour le joueur classé au 3e rang | 75 000 $                        |
| Pour le joueur classé au 4e rang | 50 000 $                        |
| Pour chaque match de poule gagné | 30 000 $                        |
| Pour chaque participant          | 50 000 $                        |
| Pour chaque remplaçant           | 15 000 $                        |

## Faits marquants
Alexander Zverev no 1 des moins de 21 ans se trouve être le no 3 du classement mondial, il préfère ne pas participer car il est également qualifié pour les ATP Finals. Néanmoins il joue un match d'exhibition contre le remplaçant Stéfanos Tsitsipás en ouverture du tournoi.
Daniil Medvedev vainqueur par forfait de la petite finale joue un match exhibition contre Denis Shapovalov.

## Règles de jeu
Le tournoi expérimente de nouvelles règles de jeu :
- les sets se déroulent en 4 jeux gagnants avec tie-break à 3 jeux partout,
- un point décisif est joué en cas d'égalité (40-40) en fin de jeu,
- les services let ne sont pas rejoués,
- les juges de ligne sont remplacés par la technologie Hawk-Eye,
- l'échauffement est réduit à 5 minutes,
- un chronomètre visible comptabilise le temps des arrêts de jeu entre les points, les jeux et les sets,
- les joueurs n'ont droit qu'à un seul medical time out par match,
- les joueurs peuvent être coachés par leur entraîneur à des moments bien précis.

## Résultats en simple

### Participants
Le tournoi réunit les sept joueurs de moins de 21 ans (au 1er janvier de l'année en cours) les mieux classés à l'ATP, ainsi qu'un invité issu d'un tournoi de qualification entre les huit meilleurs joueurs italiens de 21 ans et moins,.
| Ordre de qualification | Classement ATP Race Next Gen | Classement ATP Race | Date de qualification | Joueur           | Résultat | Age                         |
| ---------------------- | ---------------------------- | ------------------- | --------------------- | ---------------- | -------- | --------------------------- |
| 1                      | 1                            | 3                   | 12 août 2017          | Alexander Zverev | Forfait  | 20 ans, 6 mois et 17 jours  |
| 2                      | 2                            | 34                  | 16 octobre 2017       | Andrey Rublev    | Finale   | 20 ans et 18 jours          |
| 3                      | 3                            | 44                  | 19 octobre 2017       | Karen Khachanov  | Poules   | 21 ans, 5 mois et 17 jours  |
| 4                      | 4                            | 48                  | 23 octobre 2017       | Denis Shapovalov | Poules   | 18 ans, 6 mois et 22 jours  |
| 5                      | 6                            | 52                  | 24 octobre 2017       | Jared Donaldson  | Poules   | 21 ans et 29 jours          |
| 6                      | 5                            | 50                  | 24 octobre 2017       | Borna Ćorić      | 4e       | 20 ans, 11 mois et 23 jours |
| 7                      | 7                            | 54                  | 25 octobre 2017       | Chung Hyeon      | Victoire | 21 ans, 5 mois et 19 jours  |
| 8                      | 8                            | 66                  | 25 octobre 2017       | Daniil Medvedev  | 3e       | 21 ans, 8 mois et 25 jours  |
| 9/Q                    | 56                           | 298                 | 5 novembre 2017       | Gianluigi Quinzi | Poules   | 21 ans, 9 mois et 6 jours   |

### Remplaçants
| Classement ATP Race Next Gen | Joueur             | Résultat | Age                         |
| ---------------------------- | ------------------ | -------- | --------------------------- |
| 9                            | Frances Tiafoe     | –        | 19 ans, 9 mois et 18 jours  |
| 10                           | Stéfanos Tsitsipás | –        | 19 ans, 2 mois et 26 jours. |

### Confrontations avant le tournoi
| Joueur           | AR  | KK  | DS  | JD  | BĆ  | CH  | DM  | GQ  | Total V/D | % victoires          |
| ---------------- | --- | --- | --- | --- | --- | --- | --- | --- | --------- | -------------------- |
| Andrey Rublev    |     | 0-1 | 0-0 | 0-0 | 0-0 | 0-1 | 0-0 | 0-0 | 0/2       | 0 %                  |
| Karen Khachanov  | 1-0 |     | 0-0 | 0-0 | 0-1 | 0-0 | 0-0 | 0-0 | 1/1       | 50 %                 |
| Denis Shapovalov | 0-0 | 0-0 |     | 0-0 | 0-0 | 0-0 | 1-0 | 0-0 | 1/0       | 100 %                |
| Jared Donaldson  | 0-0 | 0-0 | 0-0 |     | 0-0 | 0-0 | 0-0 | 0-0 | 0/0       | Aucune confrontation |
| Borna Ćorić      | 0-0 | 1-0 | 0-0 | 0-0 |     | 0-1 | 0-0 | 0-0 | 1/1       | 50 %                 |
| Chung Hyeon      | 1-0 | 0-0 | 0-0 | 0-0 | 1-0 |     | 0-0 | 0-0 | 2/0       | 100 %                |
| Daniil Medvedev  | 0-0 | 0-0 | 0-1 | 0-0 | 0-0 | 0-0 |     | 0-0 | 0/1       | 0 %                  |
| Gianluigi Quinzi | 0-0 | 0-0 | 0-0 | 0-0 | 0-0 | 0-0 | 0-0 |     | 0/0       | Aucune confrontation |

### Phase de poules

#### Groupe A
- Andrey Rublev (no 2)
- Denis Shapovalov (no 4)
- Chung Hyeon (no 7)
- Gianluigi Quinzi (no 56)

##### Résultats
| Date            | Vainqueur        | Vaincu           | Score                      | Durée      |
| --------------- | ---------------- | ---------------- | -------------------------- | ---------- |
| 7 novembre 2017 | Chung Hyeon      | Denis Shapovalov | 1-4, 4-35, 4-34, 4-1       | 1 h 35 min |
| 7 novembre 2017 | Andrey Rublev    | Gianluigi Quinzi | 1-4, 4-0, 4-33, 0-4, 4-33  | 1 h 46 min |
| 8 novembre 2017 | Chung Hyeon      | Andrey Rublev    | 4-0, 4-1, 4-31             | 1 h 8 min  |
| 8 novembre 2017 | Denis Shapovalov | Gianluigi Quinzi | 4-1, 4-1, 3-45, 4-35       | 1 h 29 min |
| 9 novembre 2017 | Chung Hyeon      | Gianluigi Quinzi | 1-4, 4-1, 4-2, 36-4, 4-33  | 2 h 6 min  |
| 9 novembre 2017 | Andrey Rublev    | Denis Shapovalov | 4-1, 38-4, 4-32, 0-4, 4-33 | 2 h 1 min  |

##### Classement
| Rang poule | Classement ATP Race Next Gen | Joueur           | Match(s) G-P | Set(s) G-P | Jeux G-P |
| ---------- | ---------------------------- | ---------------- | ------------ | ---------- | -------- |
| 1          | 7                            | Chung Hyeon      | 3-0          | 9-3        | 41-29    |
| 2          | 2                            | Andrey Rublev    | 2-1          | 6-7        | 32-41    |
| 3          | 4                            | Denis Shapovalov | 1-2          | 6-7        | 41-37    |
| 4          | 56                           | Gianluigi Quinzi | 0-3          | 5-9        | 37-44    |

#### Groupe B
- Karen Khachanov (no 3)
- Borna Ćorić (no 5)
- Jared Donaldson (no 6)
- Daniil Medvedev (no 8)

##### Résultats
| Date            | Vainqueur       | Vaincu          | Score                   | Durée      |
| --------------- | --------------- | --------------- | ----------------------- | ---------- |
| 7 novembre 2017 | Daniil Medvedev | Karen Khachanov | 2-4, 4-36, 4-33, 4-2    | 1 h 50 min |
| 7 novembre 2017 | Borna Ćorić     | Jared Donaldson | 4-32, 4-1, 4-35         | 1 h 17 min |
| 8 novembre 2017 | Karen Khachanov | Jared Donaldson | 4-1, 4-33, 4-2          | 59 min     |
| 8 novembre 2017 | Borna Ćorić     | Daniil Medvedev | 4-35, 2-4, 4-1, 4-2     | 1 h 34 min |
| 9 novembre 2017 | Daniil Medvedev | Jared Donaldson | 3-43, 4-2, 4-31, 4-0    | 1 h 28 min |
| 9 novembre 2017 | Borna Ćorić     | Karen Khachanov | 3-4, 2-4, 4-2, 4-0, 4-2 | 1 h 49 min |

##### Classement
| Rang poule | Classement ATP Race Next Gen | Joueur          | Match(s) G-P | Set(s) G-P | Jeux G-P |
| ---------- | ---------------------------- | --------------- | ------------ | ---------- | -------- |
| 1          | 5                            | Borna Ćorić     | 3-0          | 9-3        | 43-29    |
| 2          | 8                            | Daniil Medvedev | 2-1          | 7-5        | 39-35    |
| 3          | 3                            | Karen Khachanov | 1-2          | 6-6        | 36-37    |
| 4          | 6                            | Jared Donaldson | 0-3          | 1-9        | 22-39    |

### Phase finale
|  |                  |                  |            |            |            |                               |            |                  |                  |                  |            |            |            |            |        |        |
|  | 1/2 finale       | 1/2 finale       | 1/2 finale | 1/2 finale | 1/2 finale | 1/2 finale                    | 1/2 finale |                  |                  | Finale           | Finale     | Finale     | Finale     | Finale     | Finale | Finale |
|  | 10 novembre 2017 | 10 novembre 2017 | 1 h 51 min | 1 h 51 min | 1 h 51 min | 1 h 51 min                    | 1 h 51 min |                  |                  |                  |            |            |            |            |        |        |
|  | 10 novembre 2017 | 10 novembre 2017 | 1 h 51 min | 1 h 51 min | 1 h 51 min | 1 h 51 min                    | 1 h 51 min |                  |                  |                  |            |            |            |            |        |        |
|  | Chung Hyeon      | (7)              | 4          | 4          | 34         | 1                             | 4          |                  |                  |                  |            |            |            |            |        |        |
|  | Chung Hyeon      | (7)              | 4          | 4          | 34         | 1                             | 4          | 11 novembre 2017 | 11 novembre 2017 | 1 h 57 min       | 1 h 57 min | 1 h 57 min | 1 h 57 min | 1 h 57 min |        |        |
|  | Daniil Medvedev  | (8)              | 1          | 1          | 4          | 4                             | 0          | 11 novembre 2017 | 11 novembre 2017 | 1 h 57 min       | 1 h 57 min | 1 h 57 min | 1 h 57 min | 1 h 57 min |        |        |
|  | Daniil Medvedev  | (8)              | 1          | 1          | 4          | 4                             | 0          | Chung Hyeon      | (7)              | 35               | 4          | 4          | 4          |            |        |        |
|  | 10 novembre 2017 | 10 novembre 2017 | 1 h 2 min  | 1 h 2 min  | 1 h 2 min  | 1 h 2 min                     | 1 h 2 min  | Chung Hyeon      | (7)              | 35               | 4          | 4          | 4          |            |        |        |
|  | 10 novembre 2017 | 10 novembre 2017 | 1 h 2 min  | 1 h 2 min  | 1 h 2 min  | 1 h 2 min                     | 1 h 2 min  |                  |                  | Andrey Rublev    | (2)        | 4          | 32         | 2          | 2      |        |
|  | Borna Ćorić      | (5)              | 1          | 36         | 1          |                               |            |                  |                  | Andrey Rublev    | (2)        | 4          | 32         | 2          | 2      |        |
|  | Borna Ćorić      | (5)              | 1          | 36         | 1          |                               |            |                  |                  |                  |            |            |            |            |        |        |
|  | Andrey Rublev    | (2)              | 4          | 4          | 4          |                               |            |                  |                  |                  |            |            |            |            |        |        |
|  | Andrey Rublev    | (2)              | 4          | 4          | 4          | Match pour la troisième place |            |                  |                  |                  |            |            |            |            |        |        |
|  |                  |                  |            |            |            |                               |            |                  |                  |                  |            |            |            |            |        |        |
|  |                  |                  |            |            |            |                               |            |                  |                  | 11 novembre 2017 |            |            |            |            |        |        |
|  |                  |                  |            |            |            |                               |            |                  |                  |                  |            |            |            |            |        |        |
|  | Daniil Medvedev  | (8)              |            |            |            |                               |            |                  |                  |                  |            |            |            |            |        |        |
|  | Daniil Medvedev  | (8)              |            |            |            |                               |            |                  |                  |                  |            |            |            |            |        |        |
|  | Borna Ćorić      | (5)              | forfait    | forfait    | forfait    | forfait                       | forfait    |                  |                  |                  |            |            |            |            |        |        |

### Classement final
| Résultat  | Classement ATP Race Next Gen | Joueur           | Match(s) G-P | Set(s) G-P | Jeux G-P |
| --------- | ---------------------------- | ---------------- | ------------ | ---------- | -------- |
| Vainqueur | 7                            | Chung Hyeon      | 5-0          | 15-6       | 72-50    |
| Finaliste | 2                            | Andrey Rublev    | 3-2          | 10-10      | 55-61    |
| 3e place  | 8                            | Daniil Medvedev  | 3-2          | 9-8        | 49-51    |
| 4e place  | 5                            | Borna Ćorić      | 3-2          | 9-6        | 48-41    |
| Poules    | 3                            | Karen Khachanov  | 1-2          | 6-6        | 36-37    |
| Poules    | 4                            | Denis Shapovalov | 1-2          | 6-7        | 41-37    |
| Poules    | 56                           | Gianluigi Quinzi | 0-3          | 5-9        | 37-44    |
| Poules    | 6                            | Jared Donaldson  | 0-3          | 1-9        | 22-39    |